# Староста генеральний

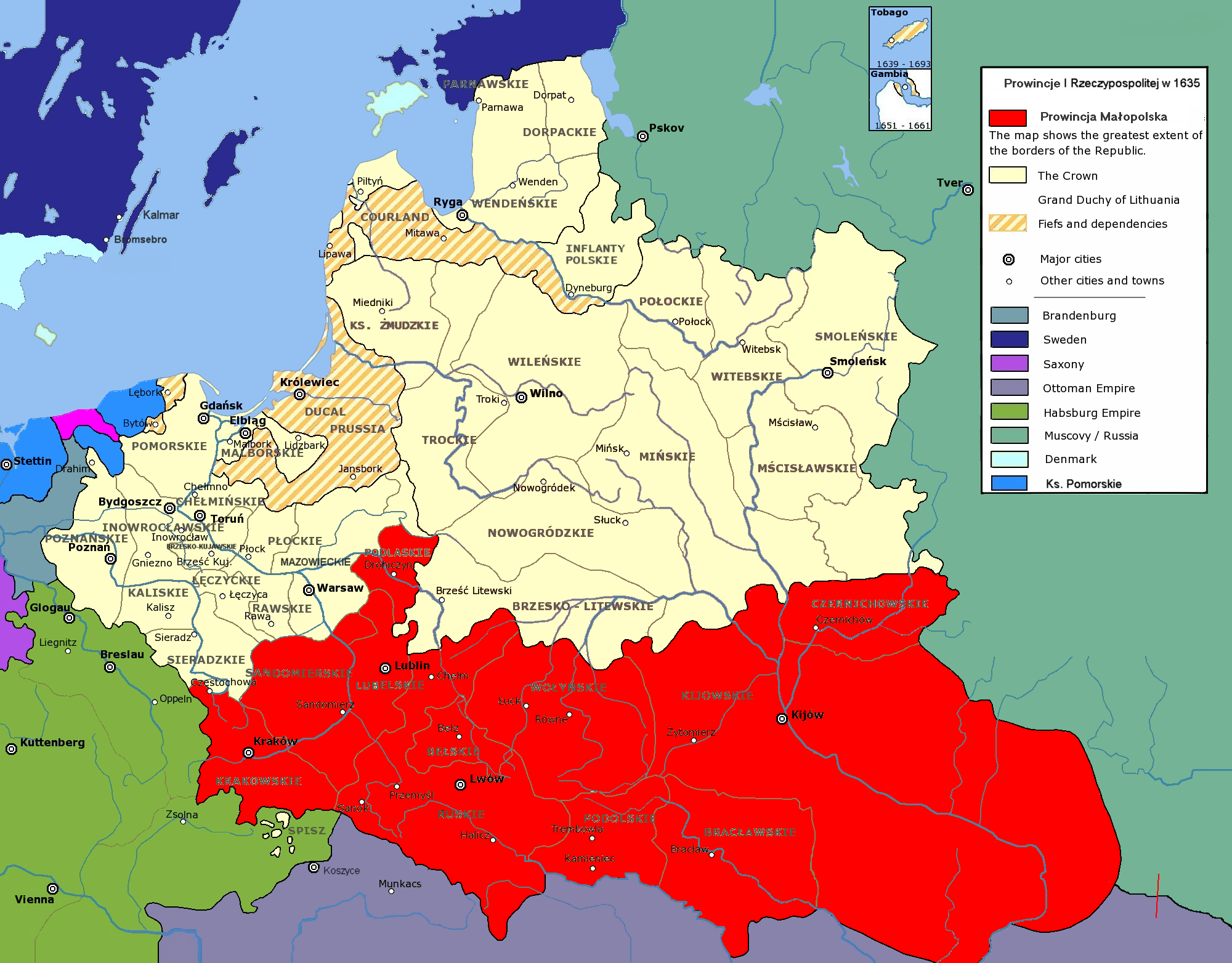
Малопольська провінція Речі Посполитої

Староста генеральний — земельний «уряд» (посада) у Королівстві Польському та Речі Посполитій.
Староста генеральний отримував під свою владу декілька земель, об'єднаних в одну провінцію. На теренах Польщі спершу в середині XIV століття була запроваджена посада старости генерального Великопольщі, значно пізніше староста краківський став називатися старостою генеральним малопольським (Малопольщі, у Краківському воєводстві). Після захоплення королівства Русі на початку 1350-х років була запроваджена посада старости генерального Русі, яка проіснувала до першого поділу Речі Посполитої 1772 року. Новоутворене Руське воєводство з 1437 року стало складовою частиною Малопольської провінції. На теренах сучасної України від 1440-х років до 1793 року діяв також староста генеральний Подільської землі (староста кам'янецький). У Литві від 1411 року був староста генеральний жмудський, який єдиний входив до Сенату.
Королівським намісником — генеральним старостою — від самого початку були найбільш довірені особи короля. Пізніше їх помилково називали генералами, використовуючи дослівну передачу назви уряду польською мовою (напр., пол. general-starosta чи пол. general ziem podolskich).
Генеральний староста репрезентував особу короля, виконував нагляд за королівськими урядовцями, зокрема за старостами, міг очолювати суди, трибунали, головувати на Сеймиках. Він проводив суди та виступав арбітром при розгляді справ щодо розмежування маєтків, затверджував майнові операції, наглядав і призначав урядників, керував військами. Заступників генерального старости називали сурроґаторами (від лат. surrogator).